# Heliophobus unicolor
Heliophobus unicolor là một loài bướm đêm trong họ Noctuidae.